# Bill Irwin
William Mills o Bill Irwin (Santa Monica, Califòrnia, Estats Units, 11 d'abril de 1950) és un comediant i actor estatunidenc amb una reeixida carrera tant en el vessant humorista com en el d'actor en pel·lícules. Va començar amb el vodevil i s'ha destacat per la seva contribució al renaixement del circ americà durant la dècada del 1970. També ha fet diverses aparicions en el cinema i la televisió, i va guanyar un Tony Award pel seu paper a Qui té por de Virginia Woolf? de Broadway. També és conegut com el Sr. Fideu a El món d'Elmo de Barri Sèsam, i per les seves aparicions regulars com a terapeuta a Law & Order: Special Victims Unit.